# 天応本線料金所
天応本線料金所（てんのうほんせんりょうきんじょ）は、広島県呉市天応塩谷町の広島呉道路本線上にある料金所である。

## 概要
広島方面では外側2個（最外側のブースは料金自動収受機が設置されている）が天応東IC広島方面出口を兼ねており、呉IC - 天応東IC間の料金を徴収する。内側2個が広島方面への本線であり、呉IC - 坂南IC間の料金を徴収する。この料金所の西側では天応東IC出口の車線は本線の車線とガードレールで仕切られている。
呉方面では外側2個（最外側のブースは料金自動収受機が設置されている）が天応東IC呉方面入口を兼ねており、天応東IC - 呉IC間の料金を徴収する。内側2個が呉方面への本線であり、坂南IC - 呉IC間の料金を徴収する。この料金所の西側では天応東IC入口の車線は本線の車線とガードレールで仕切られている。
天応東ICのブースから続く車道はやがて側道に続き高架を下り、下り勾配となって国道31号に接続している。（この側道は一般道であり、他の交通に注意が必要。）
料金所ブースは広島方面4個、呉方面4個である。

## 歴史
- 1989年4月20日：天応IC（現：天応東IC） - 呉IC開通に伴い、天応料金所として開設。当時はこの料金所から西側（現在、天応トンネルに向かい上り勾配が始まる直前の地点）で本線車道がそのまま南にカーブをきり、JR呉線をオーバークロスして国道31号に接続していた。現在の、天応西ICからの側道と天応東IC方面からの側道とが出会うT字路からJR呉線をオーバークロスして国道31号に接続するまでの区間は、当時の本線車道を流用したものである。
- 1996年8月30日：広島呉道路全線開通に伴い、天応東IC/天応TBとなる。

## 料金所施設
総ブース数：8

### 天応東入口
- ブース数：2
  - ETC専用：1
  - 一般：1

### 天応東出口
- ブース数：2
  - ETC専用：1
  - 一般：1

### 本線料金所（呉方面）
- ブース数：2
  - ETC専用：1
  - 一般：1

### 本線料金所（仁保方面）
- ブース数：2
  - ETC専用：1
  - 一般：1

## 隣
E31 広島呉道路
(3-1)天応西IC - (3-2)天応東IC/天応TB - (4)呉IC